# Misje Katolickie
Misje Katolickie – miesięcznik popularnonaukowy wydawany przez jezuitów w Krakowie w latach 1882–1936, później (do września 1939) w Warszawie. Założony przez Henryka Jackowskiego, prowincjała jezuitów w Galicji. Funkcję redaktora naczelnego sprawowali W. Zaborski, J. Hołubowicz, M. Czermiński, J. Krzyszkowski. Stałym korespondentem był abp W. Zaleski. Pismo stało na wysokim poziomie edytorskim, było bogato ilustrowane. Na jego łamach ukazywały się m.in. opisy prac misjonarskich w różnych rejonach świata, wiadomości z terenów misyjnych, a także listy misjonarzy (m.in. J. Beyzyma z Madagaskaru). Nakład sięgał 1–3 tysiąca egzemplarzy.